# Paul Vanden Boeynants
Paul Emile François Henri Vanden Boeynants  (Forest, 22 maggio 1919 – Aalst, 8 gennaio 2001) è stato un imprenditore e politico belga, soprannominato VDB dai giornalisti. 
Già Primo ministro del Belgio per due mandati dal 19 marzo 1966 al 17 giugno 1968 e dal 20 ottobre 1978 al 3 aprile 1979, è stato ministro della difesa e Vice primo ministro.

## Biografia
Vanden Boeynants (sempre chiamato VDB dai giornalisti) è nato il 22 maggio 1919 a Forest (oggi nella Regione di Bruxelles-Capitale). Seguendo le orme paterne, ha lavorato per la prima volta nell'industria della carne. Nel 1995, si dimise dalla scena politica e morì di polmonite in un ospedale il 9 gennaio 2001, in seguito a un'operazione al cuore.

## Carriera politica
Dal 1949 al 1979 è stato rappresentante della circoscrizione di Bruxelles del Partito Sociale Cristiano unitario, di cui fu segretario dal 1961 al 1966, e poi del Partito Sociale Cristiano francofono.
Nel 1952 divenne membro della Camera dei rappresentanti e lo rimase fino al 1985.
Dal 19 marzo 1966 al 17 giugno 1968 è stato primo ministro (Governo Vanden Boeynants I). Inoltre è stato alla guida del ministero della difesa dal 1972 al 1979.
Dal 20 ottobre 1978 al 3 aprile 1979 è stato per la seconda volta primo ministro (Governo Vanden Boeynants II). Dall'8 ottobre 1979 viene eletto segretario del PSC, fino al 1981.
Una delle sue famose espressioni, in una miscela unica di olandese e francese, era: Trop è te veel en te veel è trop. ("troppi sono troppi e troppi sono troppi").

## Affari giudiziari
Nel 1986 era stato condannato a tre anni con la condizionale ed a pagare una multa per frode fiscale. Tre anni più tardi è stato rapito, ma era stato rilasciato in libertà dopo un mese dietro il pagamento di riscatto.
Secondo la testimonianza di Anneke Lucas una donna che alla età di sei anni fu introdotta in un circuito di pedofilia, lui era il capo di un'organizzazione di vip che stuprava, torturava e infine uccideva bambini. Anneke ha pubblicato un libro testimonianza e rilasciato numerose interviste significative.

## Onorificenze
- Ministro di Stato, da Decreto Reale[2]